# 더티 해리
《더티 해리》(영어: Dirty Harry)는 1971년 개봉한 미국의 네오 누아르, 액션 스릴러 영화로, 돈 시겔이 감독을 맡았다. 개봉 이후 비평, 상업적으로 큰 성공을 거두어 이후 네 편의 후속편이 출시되었다.(《더티 해리 2 - 이것이 법이다》, 《더티 해리 3 - 집행자》, 《더티 해리 4 - 써든 임팩트》, 《더티 해리 5 - 추적자》) 2012년 미국 국립영화등기부에 등재되었다.

## 줄거리
미국 샌프란시스코에서 수영하던 여성이 '스콜피오'라는 정신병적인 저격수에게 살해당한다. 스콜피오는 경찰에 협박 편지를 보내 10만 달러를 요구하며, 응하지 않으면 더 많은 사람을 죽이겠다고 위협한다. 샌프란시스코 경찰국 형사 해리 캘러한은 이 사건을 맡게 되고, 시장은 캘러한의 반대에도 불구하고 스콜피오의 요구를 들어주기로 한다. 캘러한은 점심시간 중 은행 강도를 제압하는 과정에서 거친 언행과 강력한 권총을 사용해 범죄자들을 압도한다.
캘러한은 신참 형사 치코 곤잘레스와 파트너가 되어 수사를 진행하지만, 스콜피오는 헬리콥터 추격을 피해 도망친다. 스콜피오는 10세 흑인 소년을 살해하고, 다음으로 성직자를 노릴 것이라는 정보를 얻은 경찰은 함정을 파지만 스콜피오는 경찰관을 사살하고 또다시 도주한다. 스콜피오는 앤 메리 디콘이라는 10대 소녀를 납치하고 20만 달러의 몸값을 요구한다. 캘러한은 돈을 전달하는 임무를 맡고, 곤잘레스가 몰래 추적하지만 스콜피오에게 발각되어 곤잘레스는 총에 맞는다. 캘러한은 스콜피오를 찌르지만 그는 도망친다.
캘러한은 스콜피오의 은신처를 찾아내 그를 고문하여 소녀가 있는 곳을 알아내지만 이미 소녀는 죽은 뒤였다. 증거가 불법적으로 수집되었기 때문에 스콜피오는 풀려나고, 분노한 캘러한은 사적으로 스콜피오를 감시한다. 스콜피오는 캘러한을 함정에 빠뜨리려 하지만 실패하고, 병원에 입원한 곤잘레스는 경찰을 그만두고 교사가 되기로 결심한다. 스콜피오는 총을 훔쳐 학교 버스를 납치하고, 몸값과 해외 도피를 요구한다. 캘러한은 버스 지붕 위로 뛰어올라 스콜피오를 추격하고, 결국 채석장에서 그를 사살한다. 캘러한은 자신의 경찰 배지를 물에 던져 버리고 떠난다.

## 출연

### 주연
- 클린트 이스트우드

### 조연
- 해리 가르디노
- 레니 샌토니
- 앤드류 로빈슨
- 존 라취
- 존 버논

## 한국판 성우진 (KBS, 1997년 11월 5일)
- 송두석 - 해리 (클린트 이스트우드)
- 이재용 - 치코 (레니 샌토니)
- 박상일 - 경찰서장 (존 베논)
- 유명숙 - 치코 부인
- 김태연
- 이종구
- 김익태
- 박규웅
- 박홍식
- 문관일
- 서광재
- 오수경

## 기타
- 협력프로듀서: 칼 핑이토어
- 세트: 로버트 드 베스텔